# Шайтантау
Шайтантау — горный хребет на Южном Урале.
Хребет Шайтантау представляет собой горный хребет на Башкирском (Южном) Урале, вытянутый по меридиану между рек Сакмары и Куруила на юго восточном Зилаирского плато на территориях Зианчуринского, Зилаирского и Хайбуллинского районов Башкортостана и Кувандыкского района Оренбургской области.
Хребет Шайтантау уникален тем, что здесь есть рифовые массивы известняков кембрийского возраста с возрастом 500 миллионов лет.
Площадь хребта — 30,5 кв. км. , длина хребта — 45 км, ширина от 10 до 20 км, высота — 619,9 м.
Рельеф волнистый, с крутыми склонами и небольшими скалами. Часть холмов увенчана живописными скальными останцами до 10-15 метров высотой.
Состав: хребет состоит из пород силура и девона (яшмы, фтаниты, кремнистые сланцы, туфогенные песчаники, конгломераты, серпентиниты и др.).
Хребет дает начало рекам Куруил и др.
Ландшафты — широколиственные леса с примесью берёзы, липы, осины.
В северной части хребта на территории Башкортостана создан заказник «Шайтан-тау», а в южной части — на территории Оренбургской области в 2014 году создан государственный природный заповедник «Шайтан-тау».
В районе хребта встречаются таежные виды зверей (бурый медведь, лось, кабан, куница, рысь, белка, барсуки и др.), степные виды (байбак, суслик, пищуха). Из птиц — балобан, сапсан, скопа, беркут и орел-могильник. Встречаются черепахи. Из редких насекомых — бабочки черный аполлон, махаон, парусный мотылек.

## Топонимика
Название — от тюркского шайтан — «черт», тау — «гора», то есть «Чертова гора». Его могли дать за труднопроходимые чащобы, большую пересеченность.